# (3701) Purkyně
(3701) Purkyně est un astéroïde de la ceinture principale.

## Description
(3701) Purkyně est un astéroïde de la ceinture principale. Il fut découvert le 20 février 1985 à l'Observatoire Kleť par Antonín Mrkos. Il présente une orbite caractérisée par un demi-grand axe de 2,80 UA, une excentricité de 0,09 et une inclinaison de 4,9° par rapport à l'écliptique.

## Compléments